# Chiesa di Santa Maria Assunta (Calice al Cornoviglio)
La chiesa di Santa Maria Assunta è un luogo di culto cattolico situato nella frazione di Santa Maria nel comune di Calice al Cornoviglio, in provincia della Spezia. La chiesa è sede della parrocchia omonima del vicariato dell'Alta Val di Magra della diocesi della Spezia-Sarzana-Brugnato.

## Storia e descrizione
La parrocchia venne eretta intorno al XVII secolo, nei pressi dell'originale Oratorio di Sant'Antonio nel quale si celebravano le funzioni.
La rettoria fu elevata a pievania nel 1667, “honoris causa”, quando l’organizzazione plebana era già disgregata da molto tempo. Subì il primo ampliamento nel 1696 dove si procedette alla costruzione di un nuovo altare, oltre all'aggiunta del coro ligneo nel XVIII secolo.
Il 4 luglio 1787 fu smembrata dalla diocesi di Luni-Sarzana ed annoverata fra le parrocchie costituenti la nuova diocesi di Pontremoli.
Gli stucchi e le decorazioni pittoriche interne della parte centrale sono opera del pittore Zeffiro Righi nel 1897 e del calicese David Beghè, nativo di Nasso e battezzato proprio in questa chiesa, che eseguì gli affreschi dell'abside nel 1894. L'organo fu realizzato dalla famiglia Agati di Pistoia.
Nel 1901 la parrocchia fu aggregata alla Diocesi di Massa e l’11 ottobre 1959 a quella di Brugnato.
Dipendono dalla parrocchia l'Oratorio di San Giuseppe a Molunghi, l'Oratorio di Sant'Antonio di Padova al Montale, l'Oratorio di San Sebastiano a Villagrossa e l'Oratorio di San Giovanni Battista a Nasso.